# SpaceX CRS-8

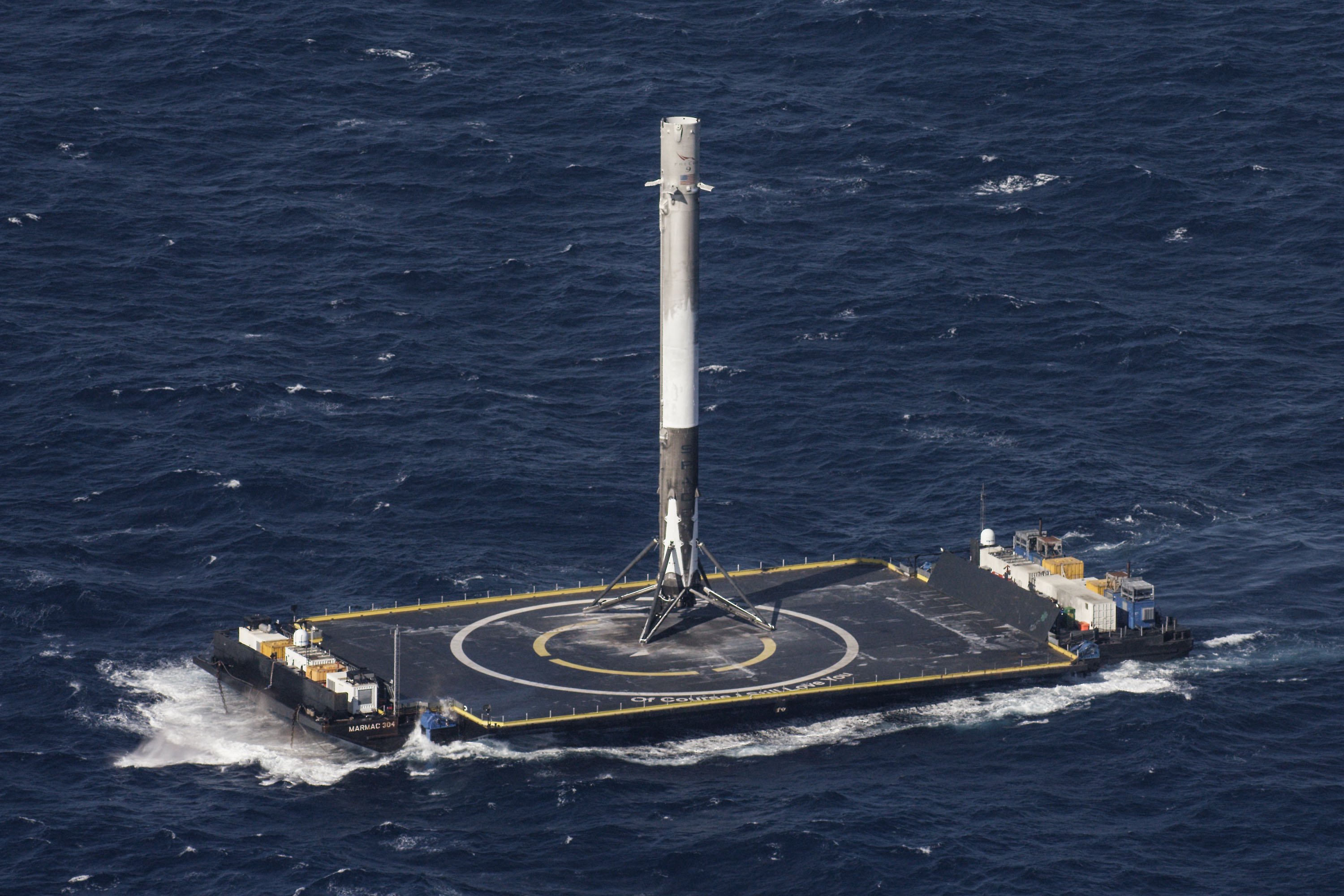
Falcon 9s första steg på pråmen Of Course I Still Love You strax efter landningen

SpaceX CRS-8 eller SpX-8 avsåg ett obemannat lastuppdrag till Internationella rymdstationen med SpaceX:s rymdfarkost Dragon. Farkosten sköts upp den 8 april 2016 från Cape Canaveral Air Force Station, med mål att leverera farkostens last, däribland modulen Bigelow Expandable Activity Module (BEAM), till rymdstationen. Farkosten dockade med rymdstationen den 10 april 2016.
Efter att ha fyllts med material som skulle tillbaka till jorden, lämnade farkosten stationen den 11 maj 2016, några timmar senare återinträdde den i jordens atmosfär och landade i Stilla havet.
Efter uppskjutningen lyckades SpaceX landa bärraketens första steg, på pråmen OCISLY ute på Atlanten, ungefär 300 km öster om Cape Canaveral.

### Fotnoter
1. ↑  ”NASA Space Science Data Coordinated Archive” (på engelska). NASA. https://nssdc.gsfc.nasa.gov/nmc/spacecraft/display.action?id=2016-024A. Läst 2 mars 2020.
2. ↑  ”blogs.nasa.gov” (på engelska). NASA. https://blogs.nasa.gov/spacex/2016/04/07/the-crs-8-mission-overview. Läst 23 juli 2016.